# Cyphon drymophilous
Cyphon drymophilous es una especie de coleóptero de la familia Scirtidae.

## Distribución geográfica
Habita en Wisconsin (Estados Unidos).